# 10월 25일
10월 25일은 그레고리력으로 298번째(윤년일 경우 299번째) 날에 해당한다.

## 사건
- 1154년 - 잉글랜드 왕 헨리 2세 즉위.
- 1415년 - 백년전쟁 중 잉글랜드의 헨리 5세가 아쟁쿠르 전투에서 프랑스군을 격파하다.
- 1597년 - 명량 해전 발발.
- 1760년 - 조지 3세가 영국의 왕으로 즉위.
- 1900년 - 대한 제국, 대한 제국 칙령 제 41호를 반포하여 울도를 울도군(울릉군)으로 격상시키고 울릉군의 관할구역에 석도(지금의 독도)를 포함시킴.
- 1917년 - 러시아에서 10월 혁명이 발생하다. (율리우스력 기준)
- 1945년
  - 그리스, 유엔 가입
  - 중화민국이 타이완섬과 만주, 펑후 제도를 일본 제국으로부터 반환 받음.
  - 이범승이 경성부윤(현재의 서울특별시장), 김창영이 경성부 부부윤(현재의 서울시부시장)으로 취임하였다.
- 1950년 - 중국인민지원군, 한국 전쟁 참전.
- 1951년 - 판문점에서 정전협상 제27차 본회의가 재개되다.
- 1962년 - 우간다, 유엔 가입
- 1983년 - 미국 그레나다 침공
- 2002년 - 북한은 미국의 선 핵개발 프로그램 포기 요구를 거부했다.
- 2005년 - 현대하이스코 순천공장에서 민주노총이 결의대회를 열었는데 이 자리에 참석한 5천여 명의 전남 지역 노동자들은 결의대회 후 공장으로 진입하려다 경찰과 충돌해 경찰과 노동자 백여 명이 다쳤다.
- 2007년 - 인도네시아 수마트라섬 부근 인도양에서 오전 4시(현지시간)께 모멘트 규모 7.1의 지진이 발생, 인도네시아 기상청이 쓰나미 발생 가능성을 경고하였다.
- 2008년
  - 지부티가 유엔의 중재가 없다면 에리트레아와 전쟁을 감행할 것이라고 밝혔다.
  - 아메리칸 아이돌 출신 제니퍼 허드슨의 가족이 총살된 채로 발견됐다.
- 2010년 - 수마트라 지진이 일어났다.
- 2014년 - 울산 입양아동 학대 사망사건이 발생하였다.
- 2018년 - 대한민국 경상북도 경주시 남남서쪽 9km지역에서 규모 2.3 지진이 발생하였다.
- 2020년
  - 삼성그룹의 회장인 이건희가 6년 5개월의 장기 투병 끝에 향년 78세의 나이로 삼성서울병원에서 사망했다.
  - 삼성전자의 부회장인 이재용이 삼성회장과 재산을 물려받았다.
- 2021년 - 한시간 동안 이어진 KT 유무선 전국 인터넷망의 전산장애로 막대한 피해가 발생하였다.
- 2022년
  - 한승수 전 국무총리가 유엔총회의장협의회 의장으로 선출되었다.
  - 대구 매천시장에서 화재가 발생했다.

## 문화
- 1986년 - KBO 리그 한국시리즈 5차전에서 해태 타이거즈가 삼성 라이온즈를 5대 2로 꺾고 시리즈 전적 4승 1패로 1983년 이후 3년만에 통산 2번째 우승을 달성하였다.
- 1987년 - KBO 리그 한국시리즈 4차전에서 해태 타이거즈가 삼성 라이온즈를 9대 2로 꺾고 시리즈 전적 4승으로 통산 3번째 우승을 달성하였다. 1986년 한국시리즈에 이은 2연패이다.
- 1997년 - KBO 리그 한국시리즈 5차전에서 해태 타이거즈가 LG 트윈스를 6대 1로 꺾고 시리즈 전적 4승 1패로 통산 9번째 우승을 달성하였다. 1996년 한국시리즈에 이은 2연패이다.
- 2001년 - 마이크로소프트에서 윈도우 XP가 출시되었다.
- 2003년 - KBO 리그 한국시리즈 7차전에서 현대 유니콘스가 SK 와이번스를 7대 0으로 꺾고 시리즈 전적 4승 3패로 2000년 이후 3년만에 통산 3번째 우승을 달성하였다.
- 2005년 - 문명 4가 발매되었다.
- 2007년 - 싱가포르의 싱가포르 항공이 에어버스사의 민간항공기 A380의 세계 첫 인도를 받다.
- 2010년 - SM엔터테인먼트 소속 그룹 소녀시대, 세번째 미니앨범 "훗(Hoot)" 발매.
- 2012년 - 대한민국 강원도에서의 지상파 아날로그 텔레비전 방송이 종료되었다.
- 2013년 - 전라남도 함평군에서 최고의 국화축제인 대한민국 국향대전이 개최되었다.
- 2014년
  - 수도권 전철 경의선 강매역이 개통되었다.
  - 프로야구 SK 와이번스, 최초의 독립 야구단 고양 원더스의 사령탑을 맡았던 김성근 감독이 한화 이글스의 감독으로 선임되다.
  - KIA 타이거즈의 선동열이 감독직을 사퇴했다.
- 2017년 - 토르: 라그나로크가 개봉되었다.
- 2024년
  - 콜 오브 듀티 시리즈의 21번째 작품인 콜 오브 듀티: 블랙 옵스 6 PC, 콘솔이 동시에 출시되었다.
  - 영등포고가차도가 철거되었다.

## 탄생
- 1425년 - 조선 전기의 왕족이자 세종의 아들 이영. (~1460년)
- 1767년 - 스위스의 작가 뱅자맹 콩스탕. (~1830년)
- 1811년 - 프랑스의 수학자 에바리스트 갈루아. (~1832년)
- 1813년 - 미국의 탐험가 윌리엄 루이스 헌든. (~1857년)
- 1825년 - 오스트리아의 작곡가 요한 슈트라우스 2세. (~1899년)
- 1838년 - 프랑스의 작곡가 조르주 비제. (~1875년)
- 1881년 - 스페인의 화가 파블로 피카소. (~1973년)
- 1886년 - 헝가리의 경제학자 칼 폴라니. (~1964년)
- 1907년 - 대한민국의 정치인 김준일. (~1939년)
- 1921년 - 루마니아의 국왕 미하이 1세. (~2017년)
- 1922년 - 대한민국의 정치인 정광호. (~2020년)
- 1925년 - 대한민국의 정치인 김원규. (~1995년)
- 1927년 - 우루과이 제38대 대통령 호르헤 바트예 이바녜스. (~2016년)
- 1929년 - 대한민국의 언론인 박권상. (~2014년)
- 1931년 - 프랑스의 배우 아니 지라르도. (~2011년)
- 1933년 - 대한민국의 역사학자 강만길. (~2023년)
- 1941년
  - 일본의 언론인 구로다 가쓰히로.
  - 대한민국의 배우 김혜자.
- 1944년 - 중국의 기업인, 화웨이 설립자 런정페이.
- 1946년 - 일본의 야구 선수, 야구 감독 야마모토 고지.
- 1955년 - 대한민국의 교육자 정명자.
- 1956년 - 대한민국의 방송인 이영돈.
- 1960년 - 대한민국의 영화 감독, 각본가 홍상수.
- 1961년 - 일본의 성우, 내레이터 이소베 히로시.
- 1962년
  - 대한민국의 방송인 윤영미.
  - 대한민국의 정치인 원유철.
  - 프랑스의 배우, 각본가, 작가 크리스틴 시티.
- 1964년 - 미국의 성우 케빈 마이클 리처드슨.
- 1965년
  - 대한민국의 기업인, 정치인 이찬진.
  - 프랑스의 배우 마티외 아말리크.
  - 미국의 레슬링 선수 투 콜드 스콜피오.
- 1967년 - 일본의 가수 사키야마 타츠오 (스피츠).
- 1968년 - 미국의 영화 감독 크리스토퍼 매쿼리.
- 1969년
  - 미국의 성우 니카 퍼터먼.
  - 왕태윤.
- 1971년 - 일본의 성우 이와사키 마사미.
- 1973년 - 일본의 야구 선수 오가사와라 미치히로.
- 1974년
  - 대한민국의 배드민턴 선수 유용성.
  - 대한민국의 가수 조빈 (노라조).
- 1975년 - 영국의 소설가 제이디 스미스.
- 1978년
  - 대한민국의 만화가 배진수.
  - 대한민국의 래퍼 마스타 우.
  - 조선민주주의인민공화국의 축구 선수 안영학.
- 1980년
  - 대한민국의 배우 김혜나.
  - 대한민국의 전 야구 선수 강명구.
- 1981년 - 잉글랜드의 축구 선수 숀 라이트필립스.
- 1982년 - 대한민국의 배우 김기두.
- 1983년
  - 대한민국의 배우 한여름.
  - 일본의 황족 미카사노미야 요코 여왕.
  - 일본의 성인 비디오 여배우 아카네 호타루. (~2016년)
- 1984년 - 미국의 가수 케이티 페리.
- 1985년
  - 대한민국의 희극인 박나래.
  - 일본의 성우 타카가키 아야히.
  - 미국의 야구 선수 찰리 쉬렉.
- 1986년 - 대한민국의 배우 안소진.
- 1987년
  - 일본의 배우 와타나베 시호.
  - 미국의 모델, 방송인 크리스 존슨.
- 1988년
  - 대한민국의 배우 양재현.
  - 대한민국의 축구 선수 박정민.
  - 대한민국의 가수 베이빌론.
- 1989년 - 대한민국의 트럼펫연주가 페토.
- 1990년 - 대한민국의 가수 태윤.
- 1991년 - 대한민국의 작곡가 정바스.
- 1992년
  - 러시아의 프리스타일 스키 선수 세르게이 리지크.
  - 프랑스의 유도 선수 클라리스 아그베녜누.
- 1993년
  - 대한민국의 인터넷 방송인 오킹.
  - 대한민국의 배우 조지안.
  - 미국의 골프 선수 잰더 샤우플리.
- 1994년
  - 대한민국의 배우 장동주.
  - 일본의 성우 니시모토 리미.
- 1995년
  - 대한민국의 골프 선수 백규정.
  - 대한민국의 야구 선수 장민호.
- 1996년
  - 대한민국의 가수 옌안.
  - 미국의 농구 선수 PJ 도지어.
- 1997년
  - 대한민국의 사나이 양동하.
  - 이탈리아의 축구 선수 페데리코 키에사.
- 1998년 - 대한민국의 가수 리노 (스트레이키즈).
- 2000년
  - 일본의 배우, 가수 이타가키 미즈키. (~2025년)
  - 대한민국의 뮤지컬배우 황지현.
- 2001년
  - 일본의 축구 선수 스즈키 유이토.
  - 벨기에의 국왕 필리프의 딸 브라반트 여공작 엘리자베트.
- 2002년 - 대한민국의 드럼연주가 주완서. (럼킥스)
- 2003년 - 일본의 아이돌 니시카와 레이.
- 2005년 - 대한민국의 가수 재은.
- 2007년 - 대한민국의 미얀마 가수 완이화.
- 2009년 - 대한민국의 배우 이재은.

## 사망
- 625년 - 제69대 로마의 교황으로 취임 교황 보니파시오 5세. (?~)
- 1647년 - 이탈리아의 물리학자 에반젤리스타 토리첼리. (1608년~)
- 1760년 - 프로이센의 왕비 조지 2세. (1683년~)
- 1826년 - 프랑스의 의사 필리프 피넬. (1745년~)
- 1861년 - 독일의 법학자 프리드리히 카를 폰 사비니. (1779년~)
- 1893년 - 러시아 제국의 작곡가, 지휘자 표트르 차이코프스키. (1840년~)
- 1936년 - 영국의 귀부인 더퍼린 아바 후작부인 해리엇 해밍턴템플블랙우드. (1843년~)
- 1939년 - 프랑스의 역사학자 조르주 고요. (1869년~)
- 1943년 - 대한민국의 독립운동가, 군인 홍범도. (1868년~)
- 1950년 - 대한민국의 소설가, 문학가 이광수. (1892년~)
- 1955년 - 종이학 접기로 유명한 일본의 소녀 사사키 사다코. (1943년~)
- 1971년 - 소비에트 연방의 과학자 미하일 얀겔. (1911년~)
- 1973년 - 에티오피아의 육상 선수 아베베 비킬라. (1932년~)
- 2001년 - 대한민국의 정치인 박윤종. (1919년~)
- 2002년
  - 미국의 정치인 폴 웰스톤. (1944년~)
  - 프랑스의 수학자 르네 톰. (1923년~)
  - 아일랜드의 영화배우 리처드 해리스. (1930년~)
- 2014년 - 영국의 베이시스트, 싱어송라이터 잭 브루스. (1943년~)
- 2016년
  - 대한민국의 군인, 정치인 서종표. (1945년~)
  - 브라질의 축구 선수 카를루스 아우베르투 토히스. (1944년~)
- 2018년
  - 대한민국의 문학평론가 김윤식. (1936년~)
  - 미국의 로마 가톨릭 신부 토마스 키팅. (1923년~)
- 2019년 - 대한민국의 군인, 정치인 공정식. (1925년~)
- 2020년 - 대한민국의 기업인 이건희. (1942년~)
- 2021년 - 그리스의 정치인 포피 예니마타. (1964년~)
- 2022년
  - 대한민국의 노동운동가 김금수. (1937년~)
  - 미국의 물리학자, 정치인 애슈턴 카터. (1954년~)
  - 오스트레일리아의 정치인 토니 스트리트. (1926년~)
- 2023년 - 대한민국의 기업인 최원석. (1943년~)
- 2024년
  - 대한민국의 배우 김수미. (1949년~)
  - 미국의 음악가 필 레시. (1940년~)

## 기념일
- 제헌절: 리투아니아
- 대만광복절: 중화민국
- 독도의 날 : 대한민국

## 같이 보기
- 전날: 10월 24일 다음날: 10월 26일 - 전달: 9월 25일 다음달: 11월 25일
- 음력: 10월 25일
- 모두 보기